# Danielle Lao
Danielle Lao (ur. 28 maja 1991 w Pasadenie) – amerykańska tenisistka.

## Kariera tenisowa
W przeciągu kariery wygrała trzy singlowe i cztery deblowe turnieje rangi ITF. 1 kwietnia 2019 zajmowała najwyższe miejsce w rankingu singlowym WTA Tour – 152. pozycję, natomiast 10 listopada 2014 osiągnęła najwyższą lokatę w deblu – 221. miejsce. Jej debiutem w turnieju wielkoszlemowym był występ podczas US Open w 2017 roku. Lao wywalczyła wówczas awans do głównej drabinki, przechodząc eliminacje.

## Wygrane turnieje ITF
| turnieje z pulą nagród 100 000 $ |
| turnieje z pulą nagród 75 000 $  |
| turnieje z pulą nagród 50 000 $  |
| turnieje z pulą nagród 25 000 $  |
| turnieje z pulą nagród 15 000 $  |
| turnieje z pulą nagród 10 000 $  |

### Gra pojedyncza
|    | Data       | Turniej       | Naw.    | Przeciwniczka             | Wynik         |
| 1. | 06/04/2015 | León          | Twarda  | Aleksandrina Najdenowa    | 3:6, 6:3, 7:5 |
| 2. | 22/06/2015 | Baton Rouge   | Ceglana | Brooke Austin             | 7:5, 6:3      |
| 3. | 07/03/2021 | Newport Beach | Twarda  | Claire Liu                | 6:2, 4:6, 6:2 |
| 4. | 17/07/2022 | Roehampton    | Twarda  | Lesley Pattinama Kerkhove | 7:5, 6:4      |

### Gra podwójna
|    | Data       | Turniej  | Naw.    | Partnerka            | Przeciwniczki              | Wynik             |
| 1. | 07/04/2014 | Pelham   | Ceglana | Keri Wong            | Dia Ewtimowa Iłona Kremień | 1:6, 6:4, 10–7    |
| 2. | 06/04/2015 | León     | Twarda  | Maria Fernanda Alves | Kim Grajdek Mayo Hibi      | 5:7, 7:6(5), 10–4 |
| 3. | 20/02/2016 | Surprise | Twarda  | Jacqueline Cako      | Emina Bektas Sarah Lee     | 6:2, 4:6, 10–8    |